# Hedy Searle
Hedwig „Hedy“ Searle (* 2. Februar 1860 als Hedwig Steinitz in Friedland in Oberschlesien; † 18. November 1928 in Berlin) war eine deutsche Theater- und Stummfilmschauspielerin.

## Leben und Wirken

### Theater und Film
Die geborene Hedwig Steinitz stand nach eigenen Angaben bereits mit 14 Jahren auf der Bühne. Erste nachweisbare Theateraktivitäten Searles sind jedoch erst zu Beginn der 1890er Jahre registriert, als sie in den deutschen Bühnenjahrbüchern und Theateralmanachen als Souffleuse (u. a. in Graudenz, Dirschau und vor allem am Hoftheater Stuttgart) genannt wird.
Nach einem längeren Zeitabschnitt nicht dokumentierbarer Tätigkeit verzeichnen die Nachschlagewerke erst wieder ab der Spielzeit 1907/08 Hedy Searles Tätigkeit als Schauspielerin (in Libau). Es folgte erneut eine Verpflichtung als Souffleuse, die sie 1910 im Rahmen einer Tournee nach Südamerika führte. Anschließend, in der Spielzeit 1911/12, wirkte die Künstlerin erstmals in der österreichischen Hauptstadt, als Soubrette am Wiener Operetten-Ensemble. Kurz vor Kriegsausbruch 1914 führte sie noch ein Gastspiel ans Deutsche Theater St. Petersburg.
Während des Krieges sind bis in die letzte Spielzeit (1917/18), als sie an der Deutschen Schauspielbühne auftrat, keine weiteren Festengagements mehr nachweisbar. Ihre letzten großen Theatererfolge feierte die Künstlerin im Rollenfach der „komischen Alten“ an der Volksbühne im Berliner Stadtteil Friedenau. In diesen späten Jahren (1918 bis 1925) wurde sie auch mehrere Male vor die Kamera geholt, wo sie in kleinen Rollen zumeist bodenständige und einfache Vertreterinnen des Volkes verkörperte. Hedy Searle starb 1928 im Krankenhaus Westend in Berlin-Charlottenburg.

### Privates
Hedy Searle war zunächst mit Alfred Searle verheiratet. Ihr zweiter Gatte war der Artist Max Franke, ehe sie 1918 schließlich den Opernsänger und späteren Aufnahmeleiter und Regieassistenten Josef Platerowsky (1874–1928) heiratete, der als Künstlernamen fortan den ersten Ehenamen seiner Frau verwendete und als „Josef Searle“ firmierte.

## Filmografie
- 1918: Die letzte Liebesnacht der Inge Tolmein
- 1919: Die Ehrenreichs
- 1919: Die Herrin der Welt, 1. Teil: Die Freundin des gelben Mannes
- 1920: Die Herrin der Welt, 8. Teil: Die Rache der Maud Fergusson
- 1920: Die Geisterbraut
- 1921: Die Frauen vom Gnadenstein
- 1921: Die Erlebnisse einer Kammerzofe
- 1922: Das Spiel mit dem Weibe
- 1925: Die Moral der Gasse
- 1925: Die da unten